# Портрет Марии-Антуанетты с детьми
«Портрет Марии-Антуанетты с детьми» (фр. Portrait de Marie-Antoinette et ses enfants), известный также как «Мария-Антуанетта Габсбург-Лотарингская, королева Франции, и её дети» (фр. Marie-Antoinette de Lorraine-Habsbourg, reine de France, et ses enfants) — картина французской художницы Элизабет Виже-Лебрен, написанная в 1787 году. Находится в Версальском дворце в Версале.

## Сюжет
В июле 1785 года репутация Марии-Антуанетты оказалась запятнана «делом с бриллиантовым ожерельем». Несмотря на то, что королева не принимала никакого участия в мошенничестве, общественное мнение повернулось против неё. В попытке улучшить общественное отношение к королеве позже в 1785 году Элизабет Виже-Лебрен было поручено написать официальный портрет Марии-Антуанетты, привлекающий симпатию общества. В центре внимания должна была быть Мария-Антуанетта как королева и, что более важно, как мать. Картина изображает её в окружении своих детей и без особых украшений. Чтобы ещё больше вызвать симпатию и сочувствие публики, художница изобразила пустую колыбель на месте самой младшей дочери королевы, Софии, которая умерла незадолго до завершения работы над картиной.

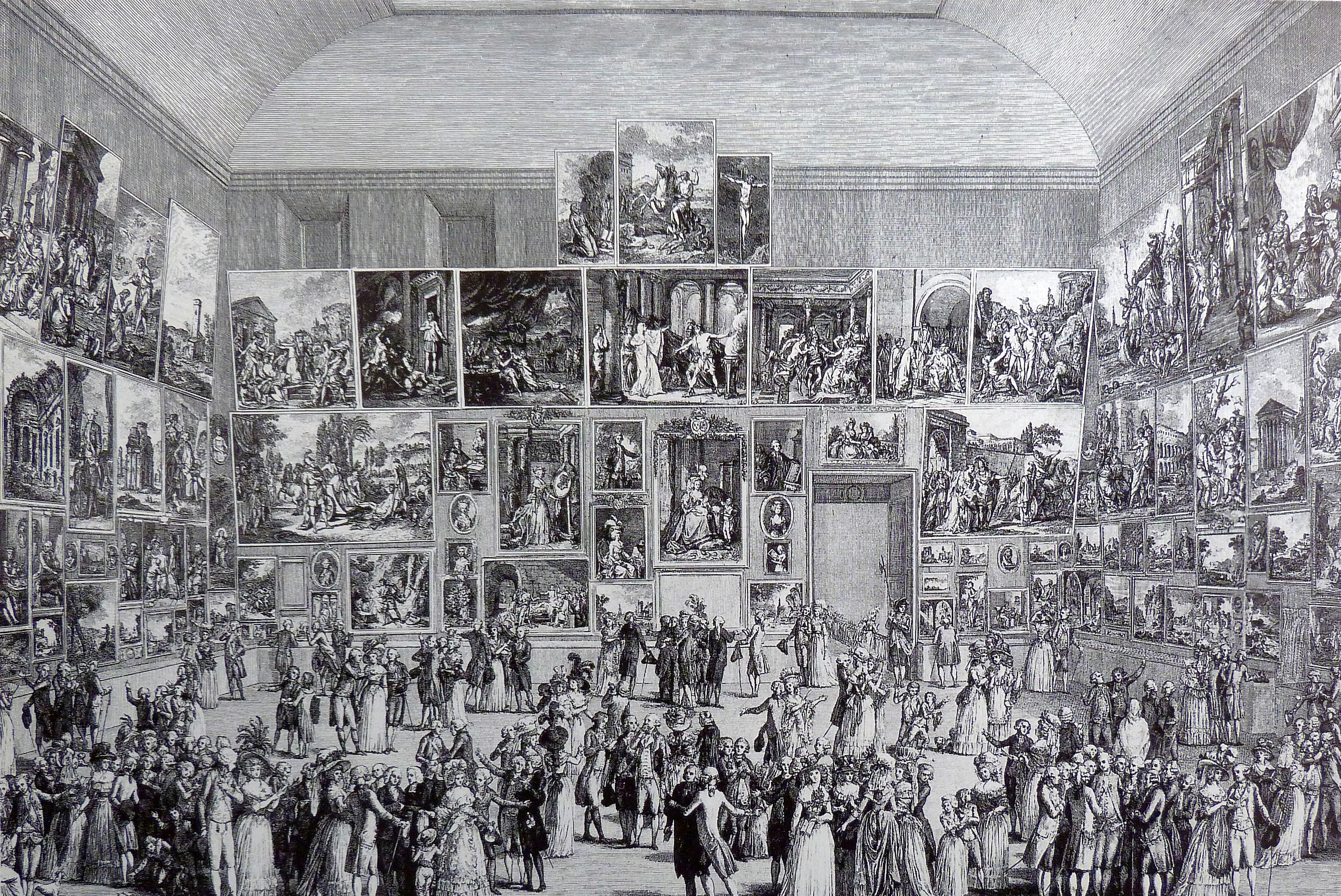
Парижский салон 1787 года

Первый публичный показ портрета должен был состояться на Парижском салоне в августе 1787 года. Однако из-за непопулярности Марии-Антуанетты в то время и опасений, что картина будет повреждена, Виже-Лебрен отказалась её прислать. Тем не менее администрация настояла на том, чтобы она это сделала, и картина была выставлена, вызвав неоднозначную реакцию.
После завершения Салона до июня 1789 года портрет был выставлен в Марсовом зале Версальского дворца. Во время Великой французской революции хранился в национальных коллекциях; со времён правления Луи-Филиппа I он находился на попечении Версальского музея.

## Сюжет и описание

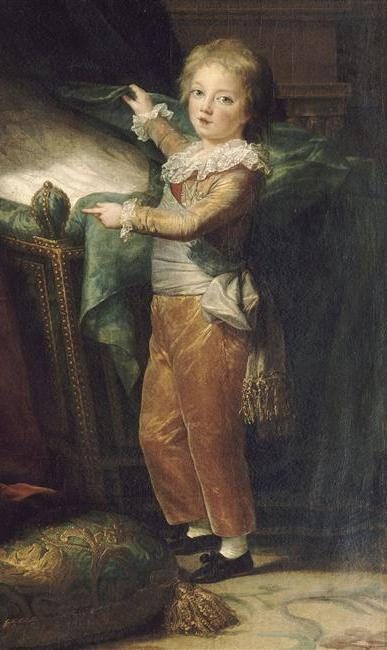
Деталь. Людовик Жозеф у пустой колыбели.

На картине Мария-Антуанетта изображена в красном бархатном платье с соболиным подбоем. Её младший сын, будущий Людовик XVII, сидит у неё на коленях, а дочь Мария Тереза опирается на её руку. Её старший сын, Людовик Жозеф, в то время дофин Франции, изображён рядом с пустой колыбелью, предназначенной для её младшей дочери Софии, которая умерла до завершения работы над картиной.
Картина наполнена символизмом. Общая композиция полотна вдохновлена изображениями Святого семейства в стиле эпохи Возрождения, как это советовал Жак-Луи Давид. Есть и другие символы, касающиеся лично Марии-Антуанетты, например, Зеркальная галерея Версаля позади неё на левой стороне картины, а платье, в котором она изображена напоминает платье Марии Лещинской на известном портрете последней. Справа также есть шкаф для драгоценностей, который напоминает историю Корнелии, римской матроны, которая сказала, что «её дети — её драгоценности». Это последнее упоминание служит для того, чтобы подчеркнуть образ Марии-Антуанетты как матери, ставящей собственных детей выше материальных забот, таких как драгоценности, особенно после скандала с бриллиантовым ожерельем.

## Значение

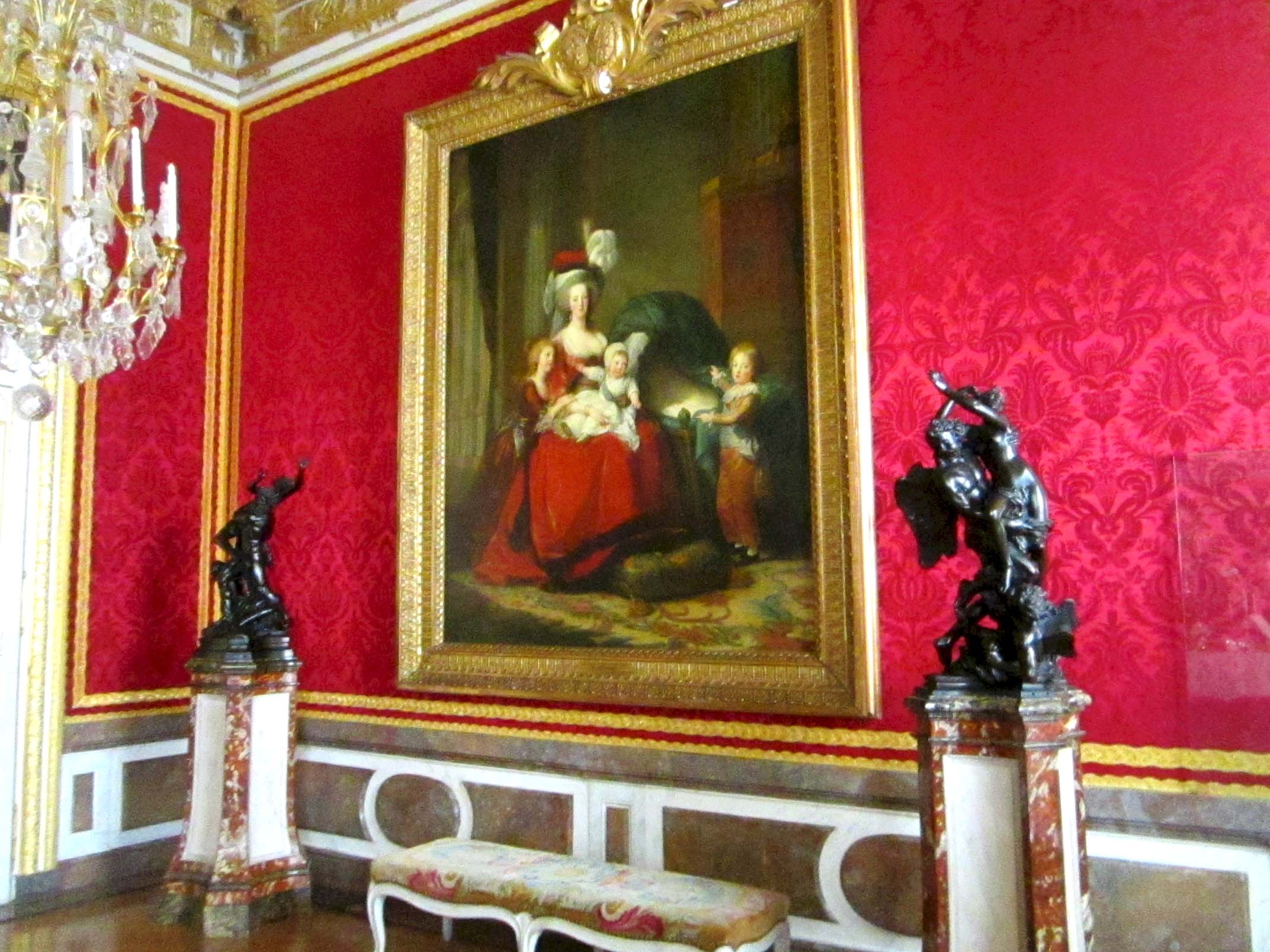
Портрет в Версальском дворце

Портрет является одним из самых знаковых произведений Версальской коллекции и считается важным национальным достоянием; он известен большинству во Франции, поскольку воспроизводится в учебниках истории.
Три версии гобелена были изготовлены в 1814, 1822 и 1897 годах. Первый был подарен императрице Австрии Елизавете в 1868 году, а третий — российской императрице Александре Фёдоровне. Второй гобелен с 1877 года находится в Елисейском дворце.